# Station Lipie Góry
Station Lipie Góry is een spoorwegstation in de Poolse plaats Lipie Góry.